# Nordamerikanische Kulturareale
Die nordamerikanischen Kulturareale sind geographische Räume, die nach dem Konzept der Kulturareale (culture area) der US-amerikanischen Ethnologen Franz Boas, Robert Lowie und Clark Wissler gebildet wurden, so dass die Indianervölker aufgrund ähnlicher Lebensweisen bei übereinstimmenden Umweltbedingungen eine ähnliche Kultur und Lebensweise aufweisen. Dieses Konzept der kulturvergleichenden Sozialforschung beruht auf der jüngsten historischen Verbreitung und Lebensweise vor der Kolonialisierung bzw. vor der Bildung der modernen Nationalstaaten. 　
Die Einteilung Nordamerikas zeigt demnach ein Bild, das so zu keinem Zeitpunkt real existiert hat. Während der europäische Einfluss an der Atlantikküste bereits im 16. Jahrhundert zu einer erheblichen Akkulturation und später Assimilation geführt hat, führte der Einfluss im hohen Norden erst im 20. Jahrhundert zu kulturellen Anpassungen, die das Konzept einheitlicher Kulturen in Frage stellte. Die Problematik der zeitlichen Eingrenzung wird besonders deutlich beim Kulturareal „Prärie und Plains“: Die nordamerikanischen Reiterkulturen entstanden erst durch die europäische Expansion im Laufe des 18. Jahrhunderts, indem einige Stämme das Pferd übernahmen und (auch unter dem Druck nach Westen ausweichender Völker des Ostens) in die bislang fast unbesiedelten Steppen vordrangen.　
Obwohl viele Ähnlichkeiten augenfällig sind, ist die konkrete Abgrenzung (vor allem sehr großer) Areale umstritten, weil das Konzept zu viele willkürliche Festlegungen enthält: Welche Kulturgüter werden für die Definition eines Areales herangezogen? Wie wird „Ähnlichkeit“ definiert? Wo beginnt und wo endet sie? Welche Verfälschungen verursacht die europäischen Sichtweise? Wie vereinbart sich das statische Arealmodell mit dem permanenten Kulturwandel? Daher spielen die Kulturareale heute in der Wissenschaft nur noch eine untergeordnete Rolle; etwa, um sich einen Überblick über die (historische) kulturelle Vielfalt eines Kontinentes zu verschaffen.　
Das populärste Modell der Kulturareale Nordamerikas stammt von Clark Wissler (1912) und wurde 1939 von Alfred Kroeber überarbeitet.

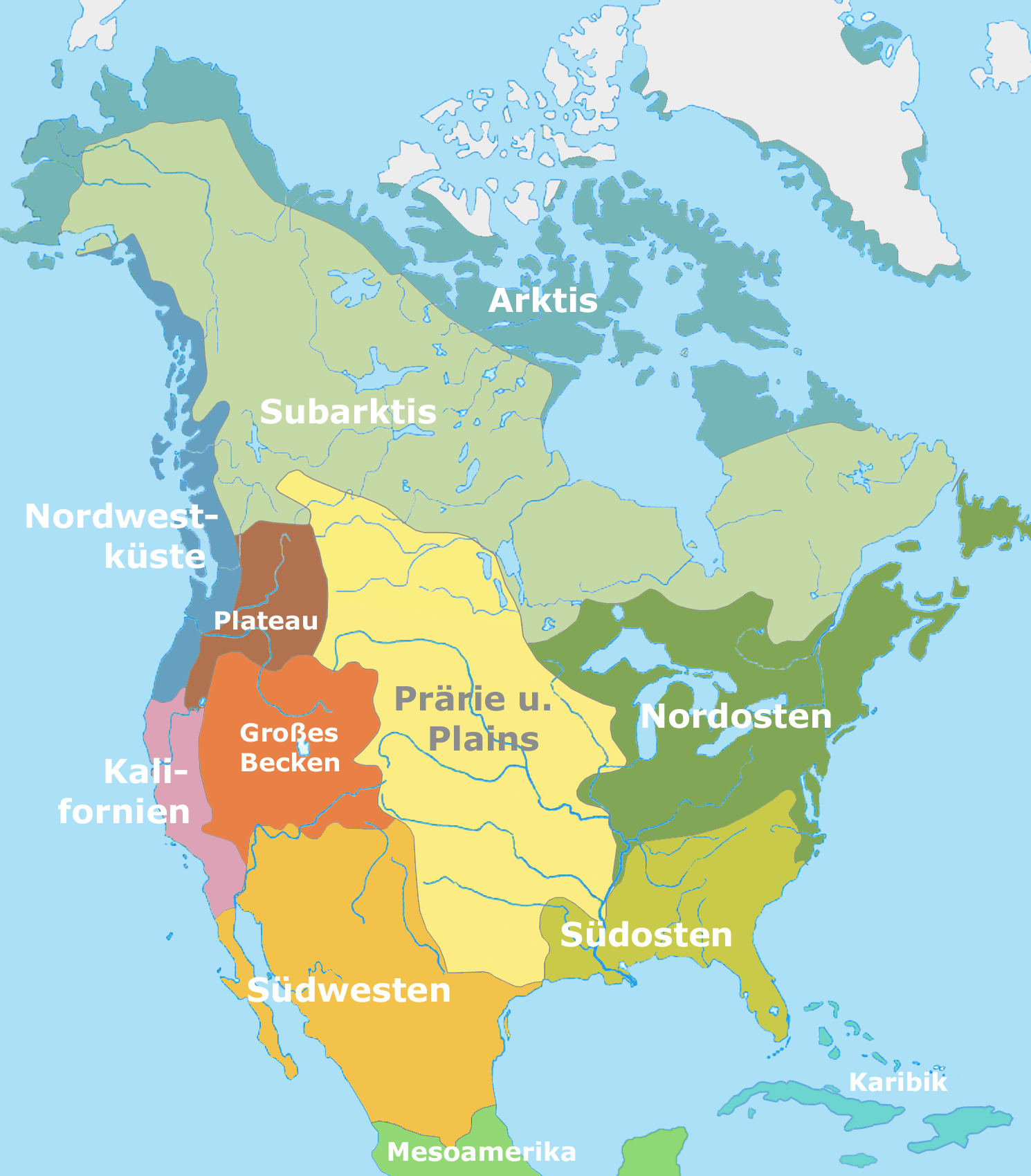
Nordamerikanische Kulturareale

Für Nordamerika hat sich die Unterteilung in zehn Kulturareale durchgesetzt:
- Arktis: nördliche Teile von Alaska und Kanada, Grönland
- Subarktis: südliche Teile von Alaska und Kanada
- Pazifische Nordwestküste: Westküste von Alaska und Kanada
- Plateau: das Interior Plateau in British Columbia, Kanada, – geprägt durch den Fraser River und West Road (Blackwater) River mit dem Fraser-Plateau sowie dem Thompson River und dem Thompson Plateau und das südliche durch den Columbia River geprägte Columbia Plateau in Teilen der US-Staaten Washington, Oregon und Idaho zwischen der Kaskadenkette und den Rocky Mountains (manchmals als Columbia Basin um das Flussgebiet in British Columbia erweitert)
- Prärie und Plains: zwischen den Rocky Mountains im Westen und dem Mississippi River im Osten sowie dem Rio Grande in Texas im Süden und dem North Saskatchewan River im heutigen Kanada im Norden
- Nordöstliches Waldland: von den Großen Seen und Neufundland bis North Carolina
- Südöstliches Waldland: von South Carolina bis an den Golf von Mexiko
- Kalifornien
- Großes Becken: umfasst die gleichnamige Landschaft im heutigen Nevada, erstreckt sich jedoch zwischen den Rocky Mountains und der Sierra Nevada in Nevada, einigen angrenzenden Teilen von Oregon, Kalifornien, Idaho, Wyoming und Utah
- Südwesten: von den US-Staaten der Four Corners Arizona, New Mexico, Colorado und Utah bis zum Norden Mexikos (Sonora, Chihuahua, Coahuila, Nuevo León und Tamaulipas)

David Graeber und David Wengrow ziehen für ihre Definition des Begriffes der Schismogenese insbesondere die Grenzen zwischen den nordamerikanischen Kulturarealen Nordwestküste und (Nord)-Kalifornien sowie (Süd)-Kalifornien und Südwesten heran: Dort finden sich – trotz jeweils ähnlicher ökologischer Lebensbedingungen – deutliche Kulturunterschiede, die durch ein Aufschaukeln bewusst gewählter gegensätzlicher Verhaltensweisen erklärt werden.

## Entwicklung der Einteilung
Eine erste Einteilung Amerikas in Kulturareale entwarf Otis Mason 1896. Er unterteilte den ganzen Doppelkontinent Amerika in 19 Kulturareale, davon 11 in Nordamerika: Arktis, Athapasken, Algonkin, Irokesen, Muskhogee, Plains, Nördliche Pazifikküste, Columbia-Abfluss, Inneres Becken, Kalifornien-Oregon, Pueblo. Nach einem weiteren Entwurf von 1899 mit 10 Kulturarealen in Nordamerika passt er seine Klassifikation Nordamerikas 1907 erneut den neuesten Erkenntnissen an und kam nun auf 12 Areale: Arktis, Yukon-Makenzie, St. Lawrence-und-See-Region, Atlantik, Golfküste, Mississippi-Tal, Plains, Nördliche Pazifikküste, Columbia-Frazer-Region, Inneres Becken, Kalifornien-Oregon, Pueblo.
1912 erstellte Clark Wissler eine neue Klassifizierung Nordamerikas mit 10 Kulturarealen: Arktis, Mackenzie, Nördliche Pazifikküste, Plateau, Plains, Kalifornien, Südwesten, Südosten, Östliches Waldland, Mexiko und Zentralamerika. William Holmes versuchte sich 1914 in einer Klassifizierung mit 11 nordamerikanischen Kulturarealen, die hauptsächlich auf archäologischen statt ethnographischen Merkmalen basierten.
1939 modifizierte Alfred Kroeber Wisslers Klassifizierung. Er arbeitet kulturelle Kontraste und Gemeinsamkeiten noch exakter heraus. Daraus resultierten die 10 Kulturareale Nordamerikas, die heute weitgehend unbestritten sind.
1976 veröffentlichten die Anthropologen David E. Hunter und Phillip Whitten ein Weltmodell der Kulturareale, das sich stärker an den Vegetationszonen und der traditionellen Landnutzung orientiert als ältere Modelle. Die Einteilung Nordamerikas entspricht jedoch weitgehend den Arealen von Wissler und Kröber.

## Die zehn Kulturareale
Jedes der zehn nordamerikanischen Kulturareale weist kulturelle Eigenarten auf, die sich grob zusammenfassen lassen. (Die ausführliche Liste indigener Völker Nordamerikas bietet nach dieser Einteilung einen detaillierten Überblick zu fast allen Ethnien des Kontinentes.)

### Arktis
Kulturen

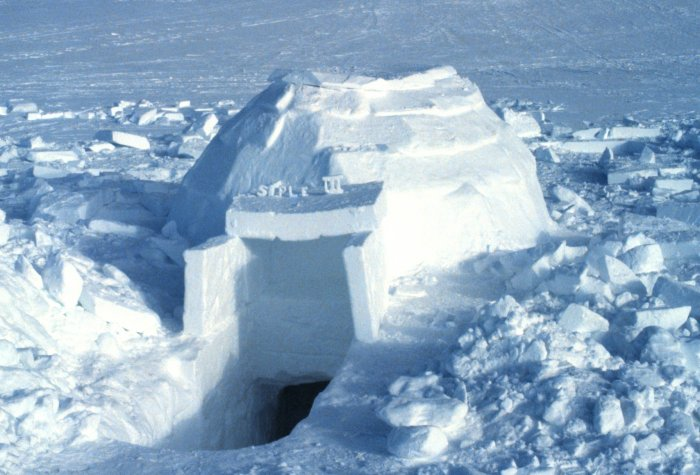
Iglu

Die vor allem von den beiden sprachlich verwandten Gruppen der Aleuten und Eskimo bewohnte Arktis erstreckt sich von Westalaska bis hin nach Ostgrönland. Der permanent gefrorene Boden dieses Gebietes ist zumeist mit Flechten und Moosen bewachsen. Die Nahrung der Aleuten und Eskimo bestand an der Küste aus Robben, Walrossen und Walen. Ihr Speiseplan wurde durch Schalentiere, Muscheln, Beeren, Wildfrüchte und im Sommer durch Karibus ergänzt, die bei den Inlandstämmen die Hauptnahrung darstellte. Die in kleinen Gruppen zerstreut lebenden Ethnien bewohnten entgegen der allgemeinen Meinung nur während der Jagd und auf Reisen Iglu genannte Schneehütten. Ihre primäre Behausung wurde aus Treibholz, Steinen, Walbarten, Fellen und Rasenziegeln hergestellt. Angepasst an die klimatischen Bedingungen bewegten sie sich entweder in Kajaks oder in von Hunden gezogenen Kufenschlitten. Die Harpune stellte ihr wichtigstes Jagdgerät dar.
Religionen
Die ethnischen Religionen der amerikanischen Arktis waren ausgesprochen animistisch, d. h., Naturerscheinungen galten als beseelt und da Tiere in diesen Kulturen die wichtigste Rolle bei der Nahrungsbeschaffung dienten, waren Tiergeister besonders wichtig. Bei den Eskimovölkern waren dies Tierart-Geister („Inua“), nicht etwa Geister von Einzeltieren. Über diesen Tiergeistern stand häufig ein(e) „Herr(in) der Tiere“ als gottähnliches Wesen (etwa Sedna bei den Inuit). Es gab vielfältige Tabus, die bei der Jagd oder Verarbeitung der tierischen Produkte zu beachten waren, um die entsprechenden Geister zu besänftigen. Der religiöse Kult war in erster Linie individualistisch. Lediglich bei schweren Krankheiten, zur Jagdmagie und bei Tabuverletzungen wurde der bei den Inuit als angakkuq/angatkuq bezeichnete Geisterbeschwörer als Spezialist hinzugerufen. Aufgrund der großen Ähnlichkeiten zu den paläosibirischen Völkern werden die Eskimovölker von einigen Autoren mit zum klassisch sibirischen Schamanismus gerechnet.
(siehe auch: Religionen der Eskimo-Völker und Religion der Aleuten)

### Subarktis
Kulturen

Anishinabe-Delegation, ca. 1871 – ca. 1907

Die Subarktis umfasst riesige boreale Waldgebiete und Waldtundren von Zentralalaska bis zum Sankt-Lorenz-Strom. Bewohnt wurde dieses Gebiet von zwei Sprachgruppen: den Nord-Athapasken und den Nord-Algonkin. Die wohl bedeutendsten Stämme waren die beiden Algonkin-Völker Anishinabe und Cree. Der Wald bot den Indianern reichlich Nahrung: Waldkaribus, Waldbisons, Hirsche und Elche. Entlang der Flüsse und der Küsten wurde rege Fischfang betrieben. Das Sammeln von Beeren, Ahornsirup, essbaren Gräsern, Stauden und Wurzeln deckte den Vitaminbedarf.
Die subarktischen Indianer lebten in unterschiedlichen Behausungen, die von Stangenzelten über giebelförmige Holzhütten bis hin zu kuppelförmigen Wigwams reichten. Die verstreut lebenden kleinen Gruppen kannten weder übergeordnete Stammesverbände noch feste Siedlungen. Die Macht war nicht in bedeutendem Maße auf eine Person zentralisiert.
Religionen
Auch in den traditionellen Religionen der subarktischen Jägerkulturen spielten Tiergeister – sowohl von Einzeltieren als auch auf die ganze Tierart bezogene (beschützende) Geistmächte – eine prädestinierte Rolle; insbesondere als persönliche Schutzgeister. Während die athabaskischen Völker des Nordwestens keine darüber hinausgehenden Gottheiten kannten, glaubten die Algonkinvölker der Mitte und des Ostens an Manitu, eine Art pantheistische Weltseele, die über allen Geistern stand. Allerdings war diese Vorstellung bei den subarktischen Cree und Innu deutlich schwächer ausgeprägt als bei den Anishinaabeg und anderen Stämmen im Übergangsbereich zum nordöstlichen Laubwaldgebiet. Die letztgenannten Ethnien – besonders die Anishinaabeg und ihre Verwandten – verfügten über ein komplexes Wesen kollektiver Zeremonienbünde, dieweil der Kult ansonsten überall sehr individualistisch war. Die Riten standen im Dienst der Jagd und Gesundheitspflege. Subarktische Medizinmänner hatten lange nicht die zentrale Stellung wie die Eskimo-Schamanen. Sie waren in der Regel nur als Heiler tätig. In der Einsamkeit der kanadischen Wälder blieben die alten Religionen zum Teil bis ins 20. Jahrhundert unbeeinflusst erhalten. Trotz offizieller Christianisierung finden sich auch heute noch oftmals zahlreiche traditionelle Elemente bis hin zur kompartmentalisierten Religiosität (gleichwertige Ausübung zweier Religionen).

### Nordwestküste
Kulturen

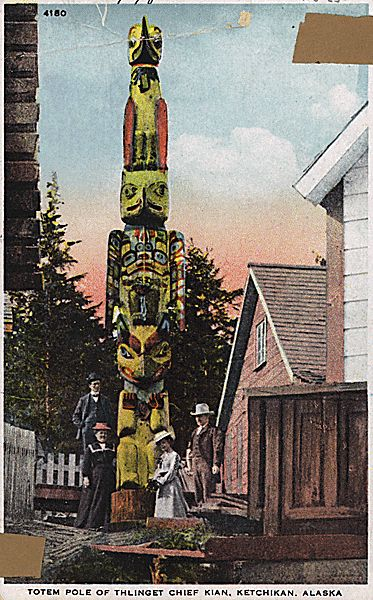
Wappenpfahl (Kootéeyaa) der Tlingit

Ein Gewirr aus Inseln, Küstenebenen, Vorgebirgen und Bergketten bestimmt die Nordwestküste. Das Gebiet ist bedeckt mit wild- und pflanzenreichen Zedernwäldern (Es handelt sich um Wacholderarten (Juniperus) und Scheinzypressen (Chamaecyparis und Callitropsis), die umgangssprachlich Zedern genannt werden). Die dicht beieinander siedelnden Bewohner verschiedener Sprachfamilien verwendeten das Zedernholz für ihre ausgeprägte Schnitzkunst. Zu einiger Bekanntheit sind insbesondere die Wappenpfähle gelangt. Dabei handelt es sich um Pfähle, in welche die Indianer Tiere eingeschnitzt hatten. Diese Tiere galten als persönliche Wappentiere und als Würdezeichen des Besitzers des Pfahles.
Die Indianer der Nordwestküste waren zum Teil in matrilinearen und zum Teil in patrilinearen Lokalgruppen, Klanen, organisiert. Die bedeutendsten Klane waren unter anderen die Tlingit, Haida, Kwakiutl und Chinook. Typisch für die Nordwestküste war die hierarchische Struktur. Geführt wurde ein Klan von einem Häuptling, der in einer beinahe absoluten Machtposition war. Daneben gab es drei Klassen: Den Adel, das Volk und die Sklaven. Die Sklaven machten etwa 15–25 Prozent der gesamten Bevölkerung aus. Die Zugehörigkeit zu einer Klasse war durch die Geburt bestimmt. Sie war jedoch nicht für immer fix festgelegt, sondern veränderbar. Sklaven wurden hauptsächlich durch Überfälle auf andere Dörfer errungen.
Ein weiteres bedeutendes kulturelles Element war der Potlatch. Dabei handelte es sich um öffentliche Feste, bei denen das Verteilen von Geschenken im Zentrum stand. Sie dienten insbesondere der öffentlichen Bestätigung der Ranghierarchie. Der Potlatch wurde jeweils von einem bedeutenden, in Wohlstand lebenden Häuptling initiiert. Er war es auch, der die Geschenke verteilte. Durch die Annahme dieser Geschenke wurde die Position des Gastgebers bestätigt. Der Ursprung dieser Zeremonie ist wohl im Ausgleich der im Überfluss Lebenden mit den Bedürftigeren zu suchen.
Religionen
Wie bei den nomadischen Jägern des Nordens kamen auch in den Religionen der sesshaften Meeresjäger und Fischer Tiergeister vor. Bisweilen gab es die Auffassung einer unpersönlichen höchsten Kraft wie etwa das Náwalak bei den Kwakiutl. Meereswesen und Fangriten spielten im Kult eine bedeutende Rolle, allerdings wurden sie meist nur von bestimmten Geheimbünden ausgeübt. Jeder Erwachsene war Mitglied eines solchen Bundes, während die individuelle Spiritualität darüber hinaus gemeinhin nur gering ausgeprägt war. Auch Schutzgeister gehörten zu einem Bund, nicht zu einer Person. Die religiöse Praxis äußerte sich vor allem in den aufwändigen Initiationszeremonien, die im Winter von den Bünden durchgeführt wurden. Sie wurden mit dem weltlichen Potlach verbunden und hatten für die Zuschauer vor allem einen hohen theatralischen Unterhaltungswert mit Maskentänzen, Marionetten und diversen Zaubertricks. In ähnlich inszenierter Weise wirkten die Medizinmänner bei Krankenheilungsritualen. Kollektive Opferrituale zur Besänftigung der Geister kamen überall vor, bei den Tlingit wurden dafür bisweilen Sklaven geopfert.

### Kalifornien
Kulturen

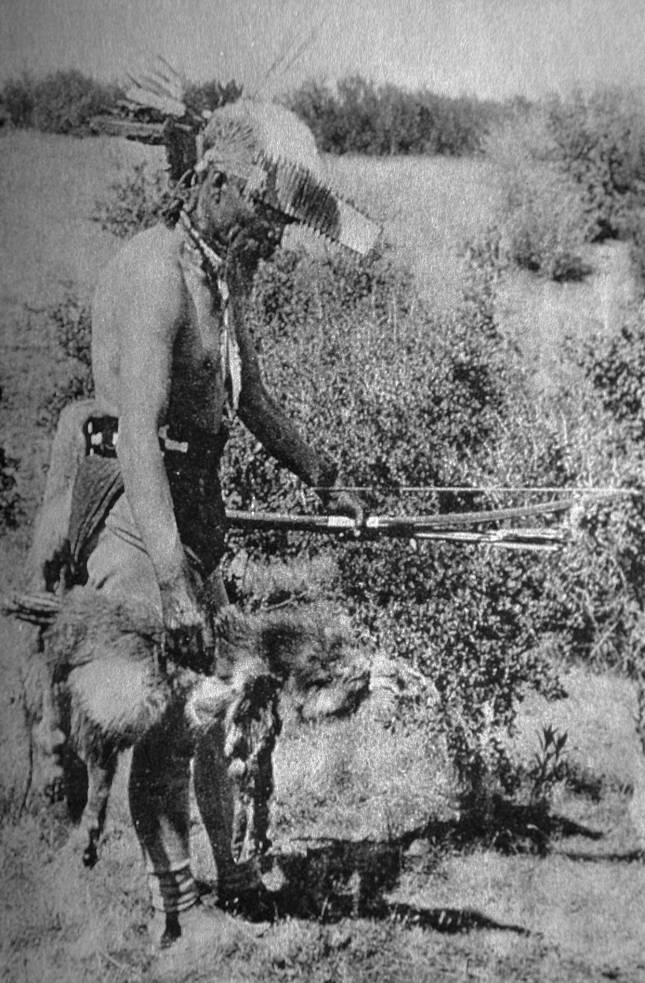
Maidu-Tänzer mit charakteristischer Kopfbedeckung

Dieses Kulturareal liegt zwischen dem Pazifik und der Sierra Nevada. Autonome hier lebende Gruppen wie die Pomo, Salinan und Chumash entsprangen etlichen verschiedenen Sprachfamilien wie den Hoka, Penuti und Shoshone. Die geografischen Bedingungen reichen von bewaldeter Küste bis hin zu einer wüstenartigen Gegend im Süden beziehungsweise im Südosten. Im Zentrum der Nahrungsbeschaffung stand das Sammeln von Wildfrüchten, im Besonderen von Eicheln. Insbesondere bei den im Norden Kaliforniens siedelnden Gruppen wie den Yurok, Karuk, Tolowa usw. war darüber hinaus der Fang von Wanderfischen wie Lachsen von herausragender Bedeutung. Die entlang der Küste lebenden Indianer wie die Esselen, Salinan und Chumash jagten Robben und sammelten Muscheln. Die Chumash machten mit ihren Tomol genannten Plankenbooten auch Jagd auf Hochseefische wie den Schwertfisch. Daneben war auch die Jagd auf Kleintiere und Hirsche bei den meisten Gruppen von einer gewissen Bedeutung.
Sprachgrenzen und ethnisches Selbstverständnis stimmten in Kalifornien oft nicht überein. Die zumeist in kleinen autonomen Lokalgruppen (im Englischen oft als „tribelet“ bezeichnet) ohne übergeordnete Stammesverbände organisierten Indianer lebten in unterschiedlichen Behausungen wie giebelförmigen Plankenhäusern oder kuppel- resp. kegelförmigen Hütten aus Gras, Rinden- und Binsenmatten. Versammlungshäuser wurden in den Boden eingetieft.
Die kalifornischen Indianer waren besonders für ihre Flechtkunst bekannt.
Religionen
Da die traditionellen Religionen des kalifornischen Kulturareales sehr vielfältig sind, beschränken sich die Gemeinsamkeiten praktisch nur auf den Geisterglauben ohne Hochgötter. Dennoch werden gerade nord- und zentralkalifornische Stämme gern als Ausnahme für den weitgehend fehlenden (anthropomorphen) Hochgottglauben in Nordamerika angeführt. Solche Vorstellungen entstanden vermutlich erst durch direkten oder indirekten christlichen Einfluss. Häufig oblag den weltlichen Anführern die Aufbewahrung heiliger Gegenstände. Bei einigen Stämmen waren kollektive Mannbarkeitsrituale in der Pubertät zentral, die von Geheimbünden praktiziert wurden. Beim Toloache-Ritual wurde Datura inoxia (Großblütiger Stechapfel) als Droge eingesetzt, um über die halluzinogene Wirkung den persönlichen Schutzgeist zu finden. In Südkalifornien kam die Verwendung von Sandbildern wie im Kulturareal Südwesten vor. Im nördlichen Teil Kaliforniens war der Kuksu-Kult verbreitet. Praktisch überall gab es diverse religiöse Spezialisten. Medizinmänner hatten abgesehen vom persönlichen Ansehen aufgrund ihrer Fähigkeiten keinen höheren sozialen Rang. Manche Stämme praktizierten Geistertänze, bei denen der gerufene Geist durch das Ohr in den Tänzer eindrang.

### Plateau
Kulturen

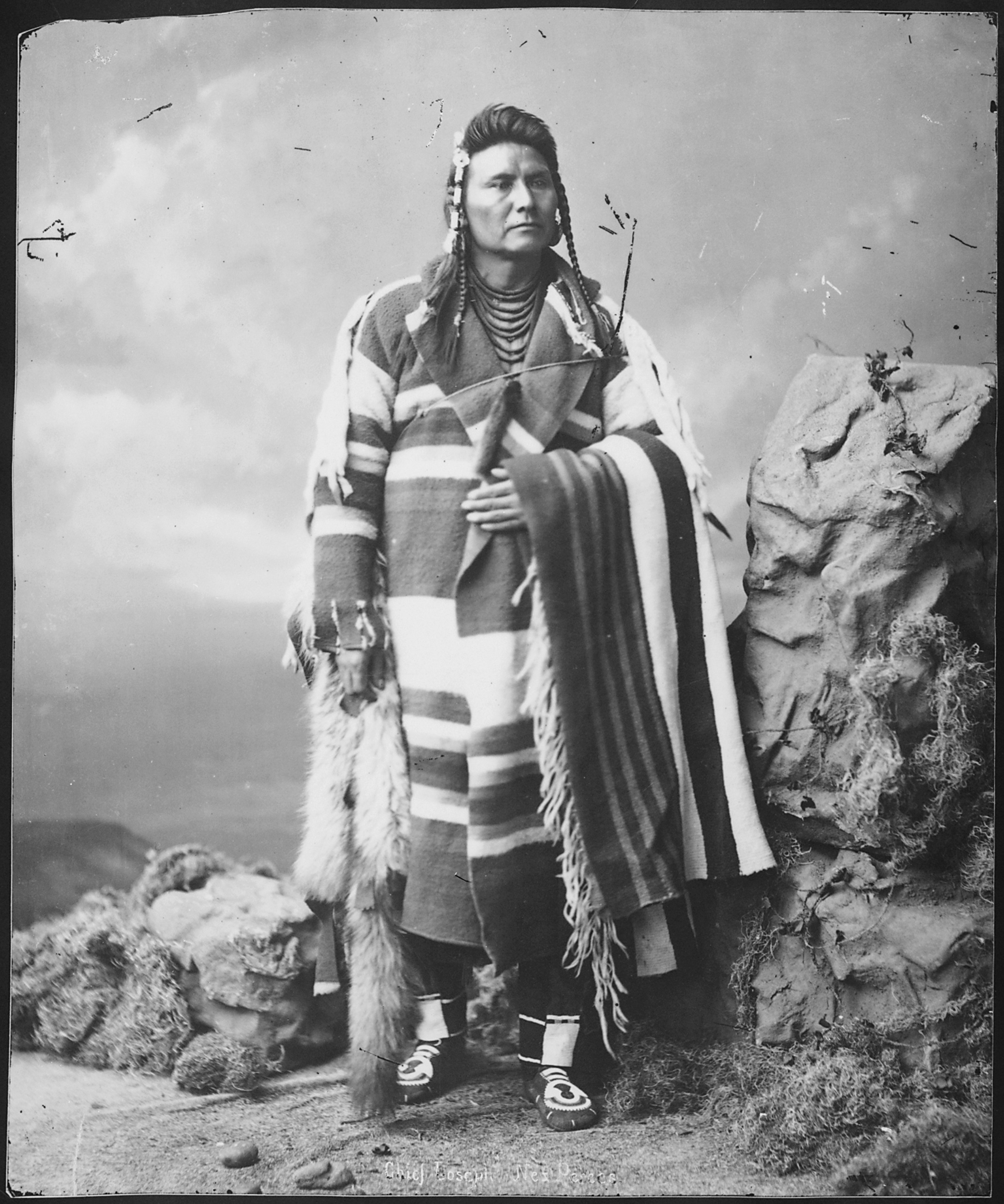
Der Nez Percé Chief Joseph

Die bedeutendsten der den hier vertretenen Sprachfamilien Binnen-Salish, Kutenai und Sahaptin angehörenden Ethnien waren die Nlaka'pamux, Flathead, Coeur d’Alene, Shuswap, Nez Percé und Modoc.
Hohe Berge und tiefe Täler prägen dieses Gebiet. Die westlichen, an die Westküste anknüpfenden Teile des Landes, sind recht tief gelegen. Die im Osten befindlichen Rocky Mountains lassen das Land bis auf über 3000 Meter über Meer ansteigen. Der Wasserreichtum bestimmte das Leben der hier ansässigen, meist sesshaften, Indianer. So stand der Fischfang, besonders von Lachsen, im Zentrum der Nahrungsbeschaffung. Ergänzt wurden die Mahlzeiten durch Wildwurzeln, Beeren und Jagdwild. Bedingt durch den extensiven Fischfang entwickelten die Plateau-Ethnien eine komplexe Fischfang-Technologie.
Jedes Dorf hatte seinen Häuptling. Während des Lachsfischens wurde die Verantwortung jedoch einem so genannten Lachs-Häuptling übertragen. Ein weiteres wesentliches Merkmal dieses Kulturareals war der rege Handel mit benachbarten Ethnien.
Die Behausungen in diesem Kulturareal waren vielfältig. Sie reichten von Erdhäusern über Hütten aus Holzplanken bis zu Tipis, die mit Weidenmatten oder Rinden oder Tierfellen bedeckt waren. Teilweise wohnten die Plateau-Indianer im Sommer in leichten Wickiups und im Winter in festeren Hütten.
Religionen
Die Plateau-Indianer glaubten an tierische Schutzgeister wie ihre Nachbarn in der Subarktis. Ebenso hatten sie Medizinmänner als Heiler. Krankheiten wurden häufig auf Hexerei zurückgeführt: Der Medizinmann identifizierte dann den angeblichen Verursacher und zwang ihn, seine Schuld zu gestehen. Die Ende des 19. Jahrhunderts entstandene, von John Slocum begründete christlich synkretistische Indian Shaker Church ist eine Besonderheit dieser Region. Sie ist nach der Schütteltrance benannt, die die Mitglieder ergreift.

### Großes Becken
Kulturen

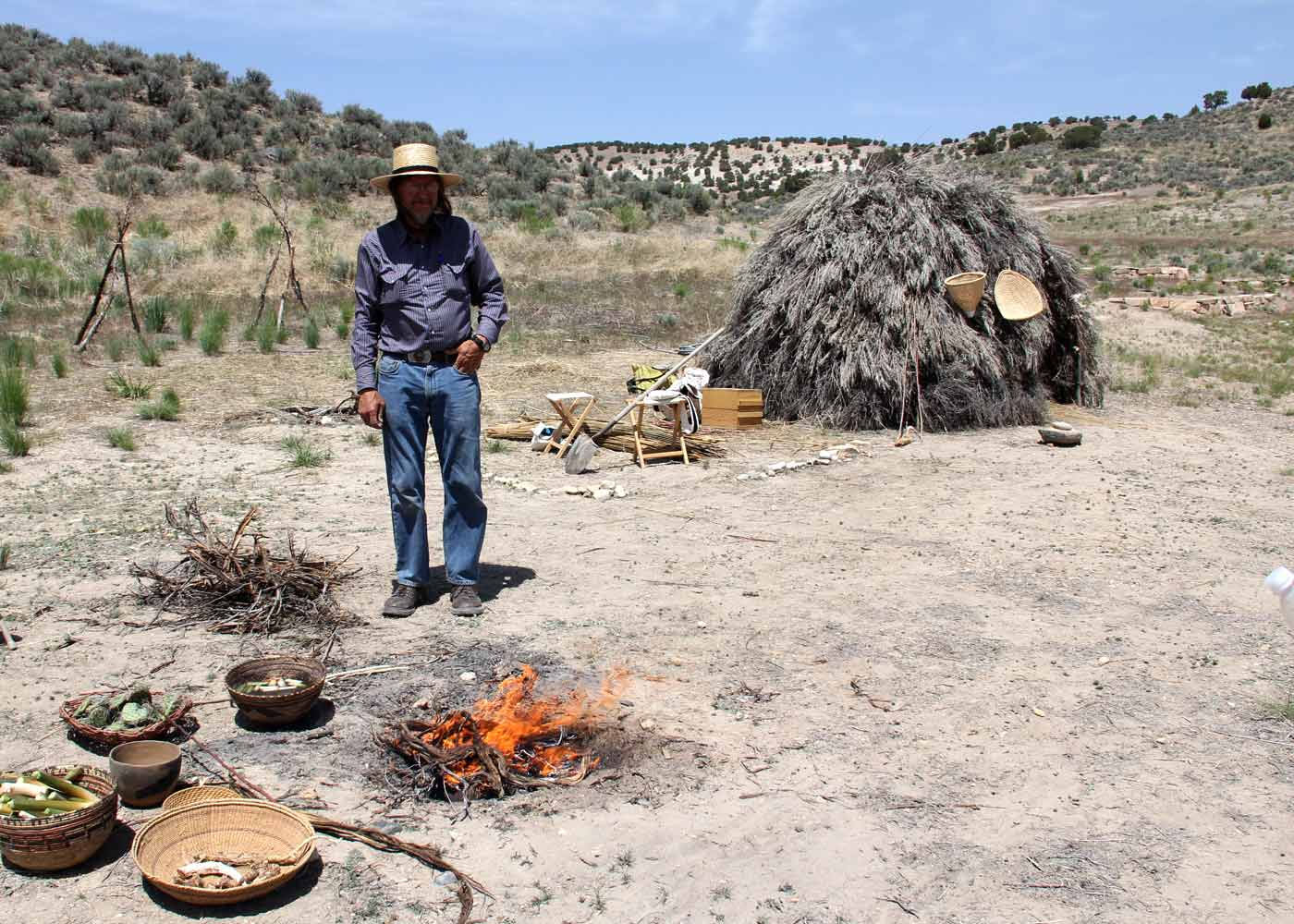
Nachbau eines Lagers der Shoshone

Das südlich des Plateaus gelegene, durch hohe Berge und tiefe Täler geprägte Große Becken, auch Hochbecken genannt, war hauptsächlich von den Ute, Paiute und Shoshone, die alle miteinander eng verwandte Numic-Sprachen sprechen, bewohnt. Lediglich die Sprache der am westlichen Rand des Beckens siedelnden Washoe gehörte einer anderen Sprachfamilie an. Das humide Klima in den Bergen steht im Gegensatz zu den ariden, oft wüstenähnlichen Tälern. Der untere Bereich der Berge ist mit Gräsern bewachsen. Weiter oben bestimmen Wälder das Bild. Über der Waldgrenze fanden die Bewohner verschiedene Kräuter. Die meisten Indianer lebten allerdings in den tiefergelegenen Teilen der Berge. Die Nahrungsbeschaffung gestaltete sich den klimatischen Bedingungen zufolge recht schwierig. Die Mahlzeiten bestanden aus Piñon-Nüssen, Grassamen und zum Teil aus Jagdbeute. Wo das Klima es zuließ, wurde in bescheidenem Umfang auch etwas Maisanbau betrieben.
Auch in diesem Kulturareal kamen unterschiedliche Wohnformen zum Einsatz, so zum Beispiel kuppelförmige Hütten aus gebogenen Ästen und mit Gras bedeckt oder Tipis mit Fell-, Rinden- oder Gräser/Äste-Bedeckungen. Die nomadischen und in sehr kleinen Gruppen lebenden Indianer verbrachten den Winter in Höhlen oder Felsennischen.
Es herrschte nicht nur eine Nahrungsarmut, sondern auch eine Ritualarmut, ein Charakteristikum, das bei zahlreichen Wildbeuterkulturen vorherrscht.
Die Kultur des Großen Beckens war ziemlich homogen und änderte sich kaum innerhalb der letzten 2000–3000 Jahre.
Religionen
Die ethnischen Religionen des Großen Beckens waren zwar auch animistisch wie bei praktisch allen Jägervölkern, jedoch hatten die Geister allgemein nur eine geringe Bedeutung. Das Gleiche galt für die Medizinmänner und jegliche Ritualkultur. Dies spiegelt die einfache Sozialstruktur der dort lebenden Gruppen. Dennoch war die Etablierung des Sonnentanzes in den 1820er Jahren – den die Nördlichen Shoshone und Ute von den Arapaho übernahmen – so nachhaltig, dass er bei diesen Stämmen auch heute noch eine wichtige Rolle spielt. Auch die Jahresriten, die sich vor allem um die Bestandserhaltung der Pflanzen drehten, lässt die Lebenswirklichkeit erkennen, denn deren Nahrungserwerb stützte sich in erster Linie auf das Sammeln von Pflanzen und Nüssen. Die Beeinflussung einer erfolgreichen Gabelbockjagd oblag dem Medizinmann, der dies durch das Singen bestimmter Lieder zu erreichen suchte. Im Sommer gab es eine Tanzzeremonie, bei der die Menschen um einen Baum tanzten und mit Gesängen einen Schutzgeist anriefen. Dieser Tanz hat den späteren panindianischen Geistertanz geprägt.

### Nordöstliches Waldland
Kulturen

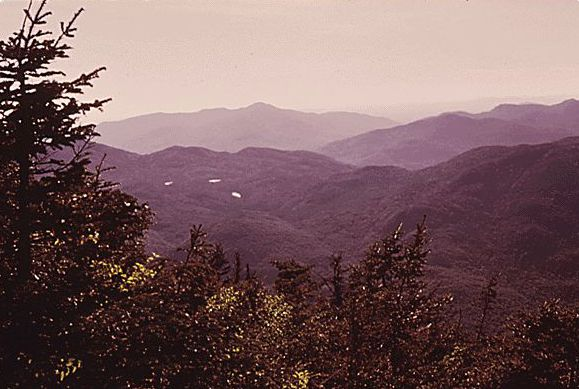
Aussicht vom Algonquin Peak im nordöstlichen Waldland

Riesige Laub- und Mischwälder prägen das durch den Sankt Lorenz-Strom im Norden, den Cumberland River im Süden, den Mississippi River im Westen und den Atlantik im Osten begrenzte nordöstliche Waldland. Bewohnt war dieses Gebiet durch Gruppen der Algonkin, wie den Shawnee, Powhatan, Menominee und den Sauk und Meskwaki, die mit ihnen verbündeten irokesischen Wyandot sowie durch die Föderation der Irokesen. Die Indigenen des nordöstlichen Waldlandes ernährten sich in der Hauptsache durch Erzeugnisse des Bodenanbaus, vor allem Mais, Bohnen und Kürbisse. Entlang der Küste traten Fischfang und Jagd in Erscheinung. In den westlichen Gegenden war die Ernte des Wildreises von großer Bedeutung. Eine Besonderheit des nördlichen Waldlandes war die Nutzung des Ahornzuckers.
Der Bodenanbau suggeriert einen individuellen Landbesitz; dem war nicht so. Das Land stand für die Zeit der Bebauung bestimmten Familien zur Verfügung, kannte aber keinen Besitzer. Die Felder wurden regelmäßig verlegt, um bessere Ernteerträge zu erzielen.
Die bevorzugten Behausungen waren entweder Langhäuser oder kuppelförmige Wigwams. Die Jäger und Sammler, die nur wenig Bodenanbau betrieben, waren in Lokalgruppen organisiert. Die sesshaften Bodenbauern kannten komplexere Verwandtschaftsstrukturen mit erblichem Häuptlingstum. Bei den Irokesen bildeten mehrere Kernfamilien exogame Matrilineage, die identisch mit dem Langhaus waren, in dem somit etwa 20–200 Personen lebten. Die Besonderheit der Irokesen bestand darin, dass es sich dabei um einen Zusammenschluss von fünf Stämmen, den Seneca, Cayuga, Onondaga, Oneida und Mohawk handelte, mit dem hauptsächlichen Zweck der gemeinsamen Verteidigung.
Religionen
Da pflanzliche Nahrung für die Menschen in diesem Kulturareal einen hohen Stellenwert hatte (Wildreisernte an den Großen Seen, ansonsten Wanderfeldbau) und die Sozialstrukturen aufgrund der häufigen Sesshaftigkeit und der großen Lokalgruppen ziemlich komplex waren, war auch der religiöse Kult vielfältig (fast alle Stämme hatten diverse Medizinbünde) und drehte sich um die Fruchtbarkeit des Bodens und um das Wetter. Der Einzelne glaubte an einen persönlichen Schutzgeist, den er in einem Traum oder einer Vision erlangte. Neben mehr oder weniger ausgeprägten animistischen Allbeseeltheitsvorstellungen existierte entweder ein Polytheismus (Vielgötterei wie bei den Irokesen) oder ein Pantheismus (vergöttlichte Welt wie beim Manitu der Algonkinvölker). Einzelne Medizinmänner hatten neben den Medizinbünden meist nur noch eine Funktion als Heiler. Die Irokesen hatten eine ausgeprägte Mythologie und Kosmologie mit zahlreichen Gottheiten, die in einem bis zu zwölfschichtigen Himmel lebten, mit der Erde als Scheibe auf dem Rücken einer Schildkröte. Insbesondere bei ihnen hat sich die traditionelle Religion trotz der jahrhundertelangen Missionierungsversuche bis heute gut erhalten. Zusätzlich ist mit der Langhaus-Religion ein synkretistisch christlich-irokesischer Glaube entstanden, dem heute bis zu 25 Prozent der Irokesen anhängen.

### Südöstliches Waldland
Kulturen

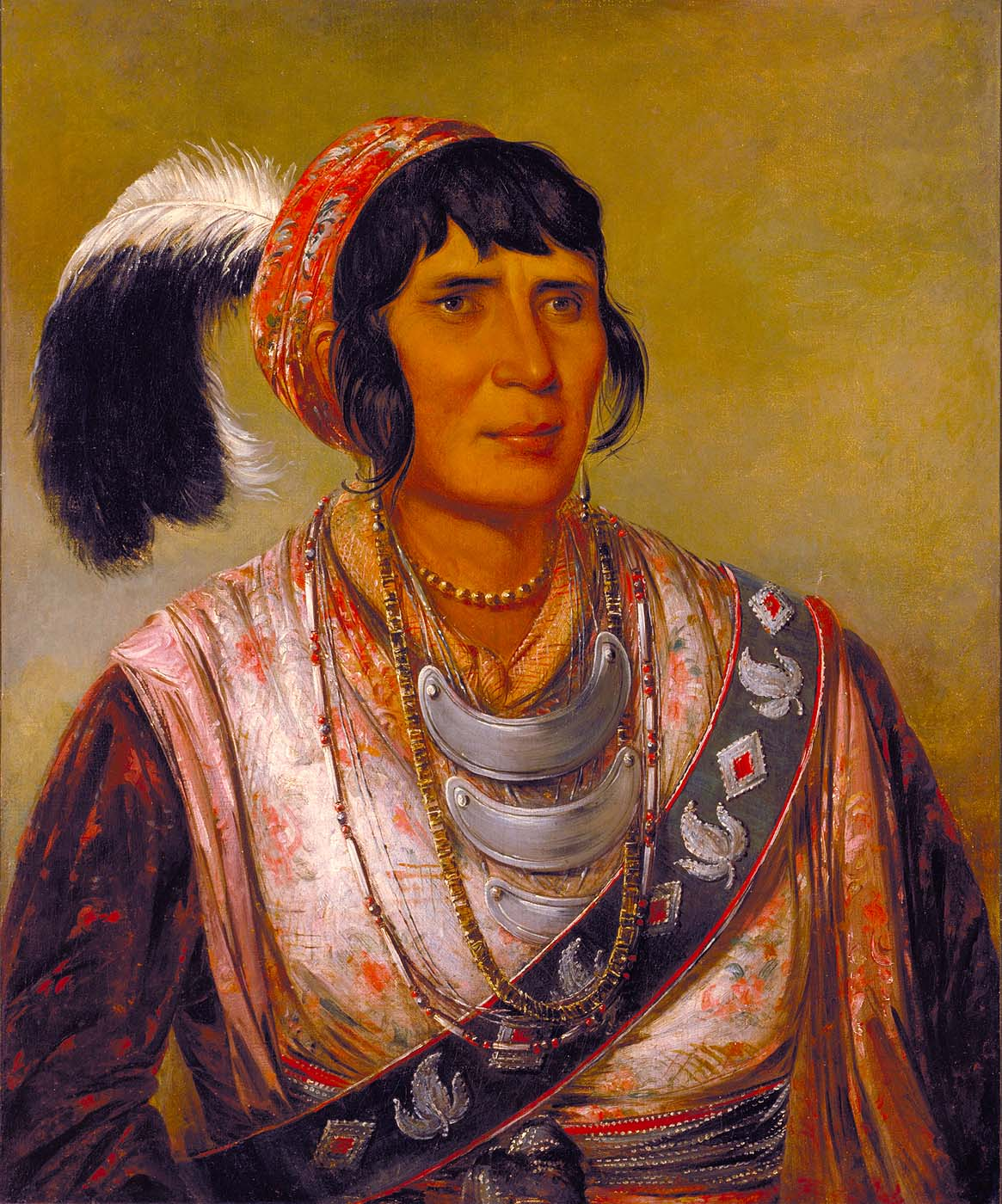
Osceola, Häuptling der Seminolen

Dieses Gebiet zwischen den Appalachen und den Everglades beinhaltet sowohl flache Küstenebenen wie auch hügeliges Vorgebirge und sogar Gegenden mit Mittelgebirgscharakter. Es wurde von großen indianischen Nationen wie den sogenannten fünf zivilisierten Stämmen, den Cherokee, Muskogee, Seminolen, Choctaw und Chickasaw, bewohnt. Ein weiterer bekannter Stamm waren die Natchez.
Außer den Calusa waren alle hier lebenden Ethnien Bodenbauern und Jäger. Die Calusa ernährten sich durch Sammeln und durch den Fischfang.
Im Sommer lebten die Indianer des Südöstlichen Waldlandes in leichten, rechteckigen Sommerhäusern. Im Winter bezogen sie runde, festere Häuser.
Der Begriff der fünf zivilisierten Stämme lässt sich einerseits durch ihre hoch entwickelte Handwerkskunst und andererseits durch komplexe Gesellschaftssysteme erklären. Dabei handelte es sich meist um matrilineare Sippen, die in totemistische Klane oder Lokalgruppen organisiert waren. Wichtige kulturelle Elemente waren somit der Totemismus und zum Teil auch der Dualismus. Einige Stämme unterteilten ihre Gesellschaft in zwei Hälften, die sogenannten Moieties.
Geführt wurden die Stämme durch sakrale Häuptlinge, die ihr Amt mit dem Priesteramt kombinierten.
Religionen
Die Religionen des Südostens waren bestimmt durch das heikle Verhältnis zwischen Mensch und Natur. Die Welt wurde beherrscht von einer ungeheuren Anzahl von mythischen Naturgeistern, Riesen, Monstern, Zwergen und Trickstern – wie den Großen Hasen Manäbusch. Man glaubte an ein Leben nach dem Tod. Die Seelen der Toten hielten sich in der Umgebung der Siedlungen auf und versuchten, sich auf ihrer Jenseitsreise von den Lebenden begleiten zu lassen. Entsprechend aufwendig gestalteten sich die Begräbnisriten, teils zum Schutz der Lebenden, teils zum Angedenken an die Toten. Tod war keine natürliche Erscheinung, sondern wurde stets von bösen Geistern verursacht. Die Religionen waren – wie die Gesellschaftsstrukturen – noch komplexer als im Nordosten. Neben der Geisterwelt war fast überall ein mono- oder zumindest henotheistischer Hochgottglaube vorhanden, der sich in der Regel auf einen Sonnengott richtete. Viele Stämme hatten neben den Medizinmännern – die für die Krankenheilung, Wahrsagerei, Wetter- und Jagdzauber zuständig waren – eine organisierte Priesterkaste, die für die vielen großen Fruchtbarkeitsfeste zuständig waren (wie etwa das Grünmaisfest der Cherokee).

### Prärie und Plains
Kulturen

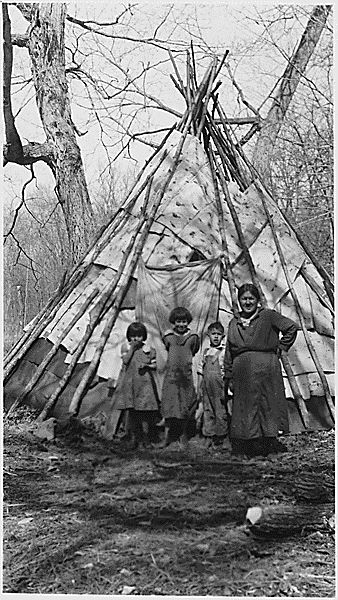
Tipi

Dieses im Mittleren Westen gelegene Kulturareal ist geprägt durch eine große Ebene. Es umfasst baumloses Grasland von den Rocky Mountains im Westen bis zum Mississippi River im Osten, von Zentralkanada im Norden bis hinunter zum Rio Grande im heutigen Texas. Sehr bekannte Stämme wie die Absarokee, Cheyenne, Lakota, Dakota, Kiowa und Comanche bevölkerten dieses Gebiet, das in zwei Unterkategorien aufgeteilt wird: die Prärie im Osten und die Plains im Westen.
Die Kulturen der Prärie waren stark durch die benachbarten Kulturen des Waldlandes beeinflusst. Ihre Bewohner, im Wesentlichen die Dakota und Pawnee, waren sesshafte Bodenbauern, die entweder in großen kuppelförmigen Erdhäusern oder in Gras- oder Holzhütten lebten. Sie waren in Klans organisiert, die zum Teil in Moieties unterteilt waren.
Die Plains waren zum Zeitpunkt der Entdeckung Amerikas durch Columbus beinahe unbewohnt. Sie wurden nur zu Jagdzwecken aufgesucht. Nach der Einführung des Pferdes durch die Spanier änderte sich dies. Die trockenen klimatischen Bedingungen ließen keinen Bodenbau zu, sodass die Bewohner von der nomadischen Jagd abhängig waren. Demzufolge lebten sie nicht in festen Häusern, sondern in Stangenzelten, sogenannten Tipis, die sehr schnell ab- und aufgebaut werden konnten. Einige Stämme wie die Mandan bevorzugten Erdhütten. In den Plains gab es keine Klanorganisation, sondern nur Lokalgruppen. Bei den meisten Stämmen der Plains galt Kriegsruhm als Statussymbol.
Religionen
Die Religionen der zentralen Grasebene waren alle animistisch – vor allem Tiere (insbesondere Büffel, Adler und Pferd) galten als beseelt und unterschiedlich mächtig. Sie spielten bei der individuellen Visionssuche eine wesentliche Rolle als Schutzgeister. Vielfach gab es heilige Gegenstände wie etwa die Friedenspfeife. In den meisten Religionen existierte zudem die Vorstellung einer alles durchdringenden, magischen Lebenskraft [vergleiche: Manitu (Algonkin), Wakȟáŋ (Sioux), Maxpe (Absarokee), diyi´ (Apachen)], die bei den Algonkin- und Siouxvölkern darüber hinaus auch pantheistisch als allumfassend-göttlich großes Geheimnis verehrt wurde. Da die Besiedelung der Plains erst durch die Übernahme des Pferdes erfolgte, waren diese Religionen relativ junge synkretistische „Mischprodukte“ aus Elementen von Jäger- und Bauernkulturen. Zudem sind auch schon sehr früh geringfügige Einflüsse des Christentums erkennbar. Alle Stämme hatten heilige Männer, denen übernatürliche Kräfte nachgesagt wurden. Sie fungierten vor allem bei schwereren Erkrankungen als Heiler, aber auch als Berater der Stammesältesten. Diese religiösen Experten verfügten über besonders mächtige Geisterverbündete und genossen daher ein hohes Ansehen. Sie praktizierten außerdem Jagdmagie und spürten Feinde oder verlorene Dinge auf. Individuelle und kollektive Zeremonien waren in den Plains hoch entwickelt und reichten von einfachen Handlungen (wie etwa der Schwitzhüttenzeremonie) bis zu wochenlangen Veranstaltungen. Tabus und der Gebrauch von Tabak spielten bei all diesen Riten eine wichtige Rolle. Am wichtigsten war allgemein der Sonnentanz im Sommer, der oft mit freiwilligen Martern verbunden war und der heute bei vielen traditionellen Menschen verschiedener Stämme wieder eine wichtige Rolle spielt. Neben verschiedenen Geheimbünden der Männer gab es auch Frauengesellschaften, die eine wichtige Rolle als Bewahrerinnen des Wissens, für die Durchführung von Fruchtbarkeitsritualen und beim (spirituellen) Anlocken der Büffel spielten.

### Südwesten
Kulturen

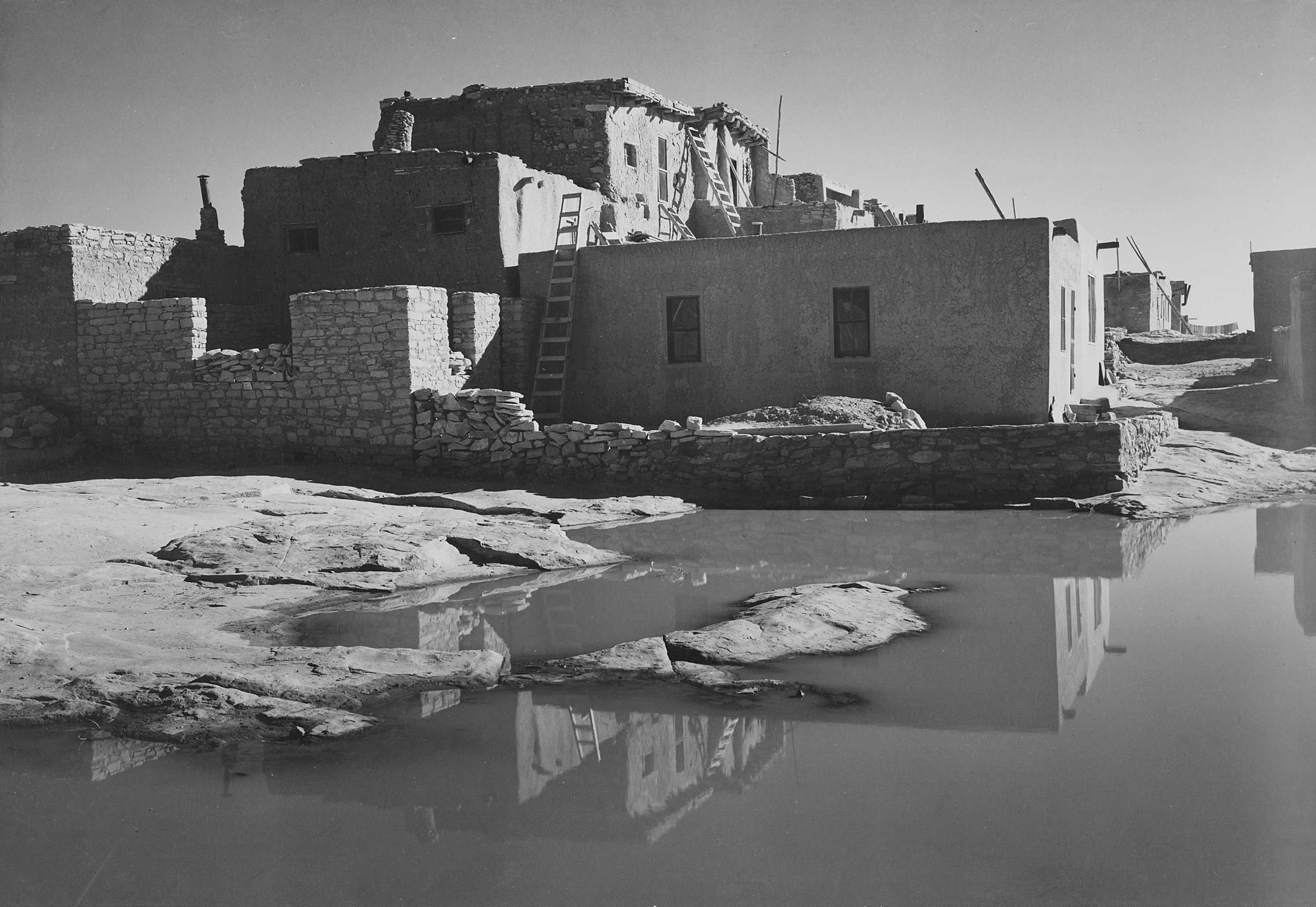
Adobe-Häuser der Acoma

Der Südwesten besteht aus Halbwüsten, Wüsten und Dornsavannen, die im Wesentlichen die heutigen US-Bundesstaaten Arizona und New Mexico sowie den Norden Mexikos umfasst. Hier war ein breites Spektrum unterschiedlichster Kulturen zu finden. Zum einen gab es halbnomadische Sammler und Jäger, zum anderen hoch entwickelte sesshafte Bodenbauern. Bedeutende Stämme waren die Diné (Navajo), Hopi, Zuñi sowie die unter Apachen zusammengefassten Ethnien.
Der Bodenbau war nur dank einem ausgeklügelten Wassersystem möglich. Nebst den üblichen indianischen Produkten wie Mais, Bohnen und Kürbisse pflanzten die Indianer im Südwesten auch Baumwolle an. Ein spezielles Erzeugnis der unter Pueblo zusammengefassten sesshaften Kulturen wie die Hopi und Zuñi waren die Töpfereiwaren. Die Pueblo lebten in festen aus Trockenziegeln (Adobe) gefertigten kastenförmigen Dörfern, die im Laufe der Zeit immer größer wurden.
Die Wildbeuter bewohnten zum Teil einfache Windschirme. Andere lebten in Hogans (beispielsweise die Diné), die achteckig und kuppelförmig gebaut waren oder in Wickiups (Apachen). Die Wildbeuter waren in Lokalgruppen organisiert, sie kannten aber auch Klanverbände. Bei ihnen herrschte eine ausgeprägte Ritualarmut, ganz im Gegensatz zu den Pueblo-Völkern, die einen komplexen Zeremonialismus betrieben.
Die Zeit vor dem Ende des 15. Jahrhunderts scheint eine Zeit wesentlicher Veränderungen gewesen zu sein. So verschwanden bedeutende Kulturen, wie diejenige der Anasazi aus noch immer nicht geklärten Gründen. Sie hinterließen eindrucksvolle Siedlungen, die sich heute als touristische Attraktionen großer Beliebtheit erfreuen.
Auffällig sind die großen Wanderbewegungen einiger hier beheimateter Völker. Die Vorfahren der Diné und der Apachen zum Beispiel waren von einem Gebiet im Nordwesten des heutigen Kanadas bis hinunter in diesen südwestlichen Teil der USA gereist.
Religionen
Die traditionellen Religionen des Südwestens – von denen viele heute noch weitgehend existieren – unterscheiden sich von allen anderen Religionen Nordamerikas dadurch, dass es keinen Glauben an tierische Schutzgeister gibt. Darüber hinaus sind deutliche Einflüsse von den mittelamerikanischen Hochkulturen sichtbar, insbesondere bei den Pueblo-Kulturen. Bei diesen sesshaften Feldbauern hat jedes Element des Universums einen direkten Bezug zum Lebensstil der Menschen, und jeder Stammesangehörige hat an den kollektivistischen Zeremonien teilzunehmen, um das Wohl des Volkes sicherzustellen. Ohne diese aktive Teilnahme glaubte man früher, würde die gesamte kosmische Ordnung zusammenbrechen. Die kultischen Handlungen werden von speziellen Zeremonialbünden geleitet. Zentral war bei den Bauernvölkern die Regenbeschwörung. Die Pueblos praktizieren noch heute einen ausgeprägten Ahnenkult, wie er vor allem in der Kachina genannten Zeremonie zum Ausdruck kommt (Kachina sind die Geister der Ahnen und Schutzherren des Volkes), die auch von den Zuni und Hopi praktiziert wird. Die Yuma glaubten ähnlich wie die Prärievölker an ein einziges belebendes Prinzip, das das gesamte Universum beherrscht. Im Zentrum ihrer Vorstellungen stand das Träumen, das seinen Ausdruck in Mythen und Zeremonien fand. Das Träumen war absolut vorrangig, und die Macht, die es verlieh, rangierte vor allen anderen Aktivitäten. Die Papagos nahmen hier eine Zwischenstellung zwischen Pueblos und Yuma ein. Für die ehemals nomadischen, erst später sesshaften Navajo wiederum, das größte Volk des Südwestens, ist ihre Welt zwischen den vier heiligen Bergen ein einheitliches, im Grunde animistisches System, in dem jedes Element seine Rolle spielt. In ihr ist Gut und Böse in kosmischer Harmonie vereinigt, und Zeremonien zielen darauf ab, das Gute zu erhalten oder das Böse zu bekämpfen, also Segnungs-, Reinigungs- und Heilungsrituale, bei denen unter anderem lange mythische Gesänge rezitiert und große Sandbilder hergestellt und wieder zerstört werden. Die Navajo wie auch die ihnen nah verwandten Apachen haben neben dem starken Einfluss der Pueblos viele Mythen ihrer arktischen Vorgeschichte bewahrt.